# Orgazam
Orgazam označava vrhunac seksualnog doživljaja, seksualni klimaks. Riječ potječe od grčke riječi orgasmós koja znači puten, pohotan, pomaman, požudan. 
S fiziologijskog motrišta, orgazam je bezuvjetni refleksni događaj, kojim upravljaju središta u kralješničnoj moždini (najviše od dvanaestog prsnog do drugog slabinskog odsječka). Već za vrijeme predigre uzbudi se cijeli živčani sustav, hormoni koje nadbubrežne žlijezde dodaju u krv poput adrenalina uzrokuju podrhtavanje svih mišića, ubrzava se bilo, produbljuje i zastaje dah, suši se grlo, pojačano izlučuju znojnice, šire zjenice, smjenjuje rumenilo i bljedilo, a povećano izlučivanje adrenalina povećava količinu šećera u krvi, što pri smanjenoj razini inzulina u krvi može voditi blagoj vrtoglavici kod strastvenih ljubavnika. A pod utjecajem spolnih hormona (testosterona i estrogena) za vrijeme spolnog uzbuđenja u cijelom tijelu nastaju tjelesne reakcije i promjene živčane i mišićne napetosti, a krv pojačano ulazi u sva tkiva i organe, a osobito u spolne (vazomotorička kongestija) što potiče nabreknuće muškog spolnog organa i ženinog klitorisa.

## Muški orgazam
Kod muškarca se zbivaju dva nezavisna, ali usklađena refleksa, kojima se ostvaruje pražnjenje i brizganje sjemena. Orgazmički refleks započinje mehaničkim podraživanjem osjetilnih receptora u glaviću i tijelu penisa, pa živčani impulsi dospijevaju do leđne moždine. U uzvratu simpatička vlakna potiču alfa adrenergične receptore glatkih mišića u spolnome sustavu, što uzrokuje kontrakcije, odnosno niz refleksnih mišićnih stezanja u spolnom sustavu, popraćenih osjećajem ugode. Pražnjenje sjemena nastaje refleksnim stezanjem glatkih mišića u stjenkama sjemenovoda, sjemenskih mjehurića i prostate. To stezanje potisne sjemenu tekućinu i spermije u stražnji dio mokraćne cijevi, koja iz mokraćnog mjehura prolazi kroz prostatu i nastavlja se u penis. Pri tome mišićni zapirač (sfinkter) zatvara ušće mokraćnog mjehura, kako sjeme ne bi dospjelo u mokraćni mjehur. Mišićna stezanja i pražnjenje sjemena podražuju brojne osjetne završetke u prostati i sjemenskim vodovima te nastaju podražaji koje neovisni živci provode u spolna središta kralješnične moždine. Samo je djelić sekunde dovoljan da iz kralješnične moždine krenu uzvratni podražaji koji ritmičkim stezanjem mišića u stijenci mokraćne cijevi i u mišićnoj pregradi zdjelična dna dovode do brizganja sjemena iz muškog spolnog organa ili ejakulacije. 
Orgazam je u pravilu kod muškaraca redovito spontani doživljaj i prosječno dostižu orgazam za dvije do četiri minute nakon početka podraživanja masturbacijom ili snošajem, a on je uvijek udružen s ejakulacijom. Za vrijeme predigre muškarac se brže uzbudi, ubrzava pokrete tijekom penetracije, a nakon orgazma uzbuđenost u pravilu brzo nestaje, krv se brzo povlači iz spolnih organa. Nakon orgazma muškarci na neko vrijeme, koje individualno traje od nekoliko minuta do nekoliko sati, pa čak i nekoliko dana, gube zanimanje za bilo kakvu seksualnu aktivnost, ovisno o dobi i drugim individualnim faktorima.

## Ženski orgazam
Najčešći način ostvarivanja ženskog orgazma jest izravna stimulacija klitorisa, što je potreba 70 – 80 % žena, dok oko 20 % doživljava orgazam samim penetrativnim snošajem.
Podražaji kod žena potječu od receptora na ušću vagine i posebno u erektilnim tijelima: klitorisu i gomoljastom tijelu (bulbus vestibuli), što pod malim usnama okružuje predvorje vagine. Potom živčani impulsi kao i kod muškaraca odlaze u središta kralješnične moždine, koja su uzlaznim putevima spojena sa središtima u mozgu, s tim da se orgazmičkim podražajima pridružuju i živčani impulsi nastali podraživanjem dojki, a potiče ih i duboki pritisak na zdjelične organe i živce utrobe. Kod žena je orgazam istovjetan drugoj fazi muškarčeva orgazma (ejakulaciji). Podražaji u jednom trenutku uzbuđenja uzrokuju ritmička stezanja mišića rodnice, mišića u okolici te u dnu male zdjelice, pa nastaje svjesni doživljaj užitka, odnosno orgazam, koji počinje osjećajem trenutačne malaksalosti, pražnjenja i otvaranja, da bi se odmah nastavio manje ili više siloviti osjećaj užitka. 
Osim vaginalnih kontrakcija koje su na početku vrlo brze, a zatim se razmak između jedne i druge produljuje, na tijelu žene se pojavljuju i drugi znaci orgazma. Na prsima se može pojaviti rašireno crvenilo, bradavice se ukrućuju, areole postaju vidljivije, a klitoris se povlači pod male usne.
Većina žena orgazam doživljava tek nakon dugotrajnog podražaja pokretom za vrijeme snošaja, a položaj u kojem će najlakše doseći vrhunac razlikuje se od osobe do osobe, ovisno o preferiranom tipu ili mjestu podražaja. Dokazano je da žene koje imaju više testosterona lakše doživljavaju orgazam nego ostale i da je ženin orgazam intenzivniji za vrijeme ovulacije.

## Trenutak poslije orgazma
Poslije doživljela orgazma slijedi zaključno razdoblje snošaja. Živčana i mišićna napetost popušta i opuštaju se unutarnji mišići, a ritmički trzaji spolovila postaju slabiji i kratkotrajniji. Disanje i ubrzani srčani rad se smiruju, prepunjenost krvlju i vlažnost tkiva i organa nestaju, koža poprima prirodnu boju. Kod većine prevladava osjećaj potpunoga zadovoljstva i smirenosti te potreba za odmorom. Nakon dugotrajnog spolnog odnosa osjete se žeđ i glad, često se pojavi nagon za mokrenjem. Mnogi brzo i lako utonu u san, a drugi ostaju budni, ali se osjećaju opušteno. Muškarci najčešće ne žele odmah nove spolne doticaje, dok se kod žene orgazam postupno gasi i često imaju još neko vrijeme potrebu za maženjem i nježnostima.

## Vrste orgazma

### Istodobni orgazam
Istodobni ili simultani orgazam događa se kada oba partnera dožive vrhunac zadovoljstva u istom trenutku. Iako se faze uzbuđenosti ne podudaraju, može se uskladiti orgazmička faza. 

### Višestruki orgazam
Višestruki orgazam predstavlja doživljaj više valova snažnog zadovoljstva za vrijeme jednog spolnog odnosa. Žene, za razliku od muškaraca, u posebnim uvjetima koji uključuju snažnu uzbuđenost, emocije i posebne podražaje mogu doživjeti više odvojenih orgazama koji daju dojam potpune ekstaze.

### Vaginalni orgazam
Vaginalni orgazam nije previše lokaliziran, dubok je, širi se koncentrično i emotivno je mnogo snažniji. Perivaginalna vlakna su veća od klitorisnih i nisu toliko osjetljiva, ali dugotrajnijim snošajem moguće je aktivirati točke koje su odgovorne za vaginalni orgazam. Primjerice stimulacija točke G (u donjem, unutarnjem dijelu rodnice iza stidne kosti, otprilike na trećinu puta prema maternici), otvor mokraćne cijevi (koji se stimulira za vrijeme odnosa), perineuma (područje između vagine i anusa), prvi dio vagine (ako je mišić čvrst) i dublji dijelovi rodnice. Žene mogu ojačati mišiće rodnice Kegelovim vježbama koje su prvenstveno namijenjene liječenju inkontinencije, ali njima se i mišići rodnice jačaju pripremajući ih na orgazmičke kontrakcije.
Točka G snažno reagira na dodir, a istodobno može podnijeti više stimulacije. Ovo je mjesto čvršće i grublje od okolnog tkiva. 

### Klitoralni orgazam
Klitoris je najsnažnija ženska erogena zona bogata živčanim završecima i njegovim podraživanjem se ženu najbrže dovede do orgazma. Česte prakse uključuju podražaj prstima, penisom, jezikom, hidromasažom ili erotskim pomagalima. Klitorisni orgazam je oštar, lokaliziran, površinski, ali vrlo snažan, jer su klitorisna živčana vlakna vrlo fina, a izazivaju istu reakciju kao i kod vaginalnog orgazma: ritmičke kontrakcije na ulazu u rodnicu.

### Analni orgazam
Podražavanjem analnog otvora ili penetracijom prsta, penisa, jezika, ili seksualnog pomagala u analni otvor može dovesti do analnog orgazma. Muškarci mogu preko rektalne masaže i stimulacije prostate doživjeti orgazam koji se razlikuje od onoga nastalog stimulacijom penisa. Ova vrsta stimulacije se katkad uspoređuje s podraživanjem ženske G točke, a osobito je učestala među homoseksualcima.

### Orgazam u snu
Erotski san ponekad dovodi do orgazma, koji tada nastaje isključivo psihološkim podražajima. Snovi s erekcijom i izbacivanjem sjemena su sasvim prirodna pojava za muškarce svih dobi. Snovi kod žena aktiviraju moždane centre odgovorne za orgazam, smještene u talamusu, a posljedica su manje intenzivne erekcije klitorisa i stezanje vagine.

## Vanjske poveznice
- "Na orgazam treba gledati kao na čokoladu ili sladoled." Članak o seksualnosti na Medicina.hr  Arhivirana inačica izvorne stranice od 19. kolovoza 2010. (Wayback Machine)

- Sažetak knjige "Kako postići orgazam i naučiti uživati u seksu" u izdanju Profil Internacionala i ostale knjige na hrvatskom tržištu na temu erotika / seks[neaktivna poveznica]
- Orgazam i uloga klitorisa  Arhivirana inačica izvorne stranice od 18. srpnja 2011. (Wayback Machine)